# 東京美装興業
東京美装興業株式会社（とうきょうびそうこうぎょう、英: TOKYO BISO KOGYO CORPORATION）は、東京都新宿区に本社を置く総合ビルメンテナンス会社である。

## 沿革
- 1957年（昭和32年）- 創業者である八木祐四郎が池袋丸物デパート（現・池袋パルコ）受注を機に東京美装興業株式会社を設立。
- 1994年（平成6年）11月 - 株式を東京証券取引所市場第二部に上場。
- 1998年（平成10年）9月 - ジョンソンコントロールズと資本及び業務提携。
- 2005年（平成17年）3月 - ジョンソンコントロールズとの資本及び業務提携を解消。
- 2007年（平成19年）4月 - 東京美装北海道株式会社を設立。
- 2010年（平成22年）
  - 4月 - 創業家の新設する持株会社によるTOB（実質MBO）実施を発表。
  - 6月 - TOB成立。セコムの関連会社でなくなる。
  - 9月 - 株主総会を経て、上場廃止[2]。

## 関連会社
- 東京美装北海道株式会社
- 東海美装興業株式会社
- ゼネコン・サービス株式会社
- 北海道ビルサービス株式会社
- オホーツク美装興業株式会社
- 株式会社日本環境調査研究所
- 日本科学警備保障株式会社
- 東美商事株式会社

## スポーツ活動
東京美装グループスキー部が活動している。

### 現在所属している選手
2019/20年シーズン現在
- 渡部弘晃（スキージャンプ）
- 藤ノ木光（ノルディックスキー・コンバインド）
- 曽根原郷（ノルディックスキー・コンバインド）
- 駒場信哉（スキージャンプ）
- 渡部陸太（スキージャンプ）
- 岩佐勇研（スキージャンプ）

### 過去に所属していた選手
- 阿部雅司
- 笠間法考
- 菅野範弘（現在当社コーチ）
- 金子祐介（現在当社コーチ）
- 佐藤晃
- 重松健太郎
- 須田健仁
- 勝呂裕司
- 小林範仁（ノルディックスキー・コンバインド）
- 湊祐介（ノルディックスキー・コンバインド）
- 小山内佳彦（スキージャンプ）
- 湯本史寿（スキージャンプ）
- 生田康宏（アルペン）